# Fængsel (film)
Fængsel er en svensk dramafilm fra 1949 skrevet og instrueret af Ingmar Bergman. Filmen har Doris Svedlund, Birger Malmsten og Eva Henning i hovedrollerne. Centrale temaer omfatter blandt andet metafysik og eksistentialisme.
Filmen havde premiere i Sverige den 19. marts 1949.

## Medvirkende
- Doris Svedlund som Birgitta Carolina Söderberg
- Birger Malmsten som Thomas
- Eva Henning som Sofi
- Hasse Ekman som Martin Grandé
- Stig Olin som Peter
- Irma Christenson som Linnéa
- Anders Henrikson som Paul
- Marianne Löfgren som Signe Bohlin
- Curt Masreliez som Alf
- Kenne Fant som Arne
- Inger Juel som Greta
- Torsten Lilliecrona som filmfotograf